# 喬治·齊塔斯
 喬治·齊塔斯（希臘語：Γεώργιος Τσίτας，1872年—1940年至1945年）是一名希臘摔跤手，他曾參加1896年雅典夏季奧運會。
喬治·齊塔斯曾在1896年雅典奧運會摔角比賽中獲得銀牌。在摔角比賽的第一輪比賽中，齊塔斯作為種子選手直接晉級，確保了他在比賽中至少能獲得前三名。在準決賽中，齊塔斯對上了另一位希臘選手斯特凡诺斯·赫里斯托普洛斯（Stephanos Christopoulos）。茲塔斯通過投擲克里斯托普洛斯獲得勝利。在決賽中，茲塔斯對陣德國的卡尔·舒曼，這位德國選手同時也是一位優秀的體操選手。比賽進行了40分鐘後，因為天色太暗，比賽被推遲到第二天進行。然而齊塔斯在翌日的比賽中很快就被對手擊敗，最終獲得第二名。

## 個人生活
喬治·齊塔斯出生於1872年的士麥那，但他的家人定居在雅典。他是希臘Panellinios G.S.體育會的一名運動員。當時的報紙報導說，他的摔角老師是帕納吉斯·庫塔利亞諾斯（Panagis Koutalianos）。齊塔斯還有一家糕點餅店，在希臘全國範圍內，他以“有幽默感的大力士”而聞名。

## 外部鏈接
- Georgios Tsitas在Olympedia的个人资料和比赛数据